# Renan (Švýcarsko)
Renan  je obec v okrese Bernský Jura v kantonu Bern ve Švýcarsku. Žije zde 928 obyvatel.

## Geografie

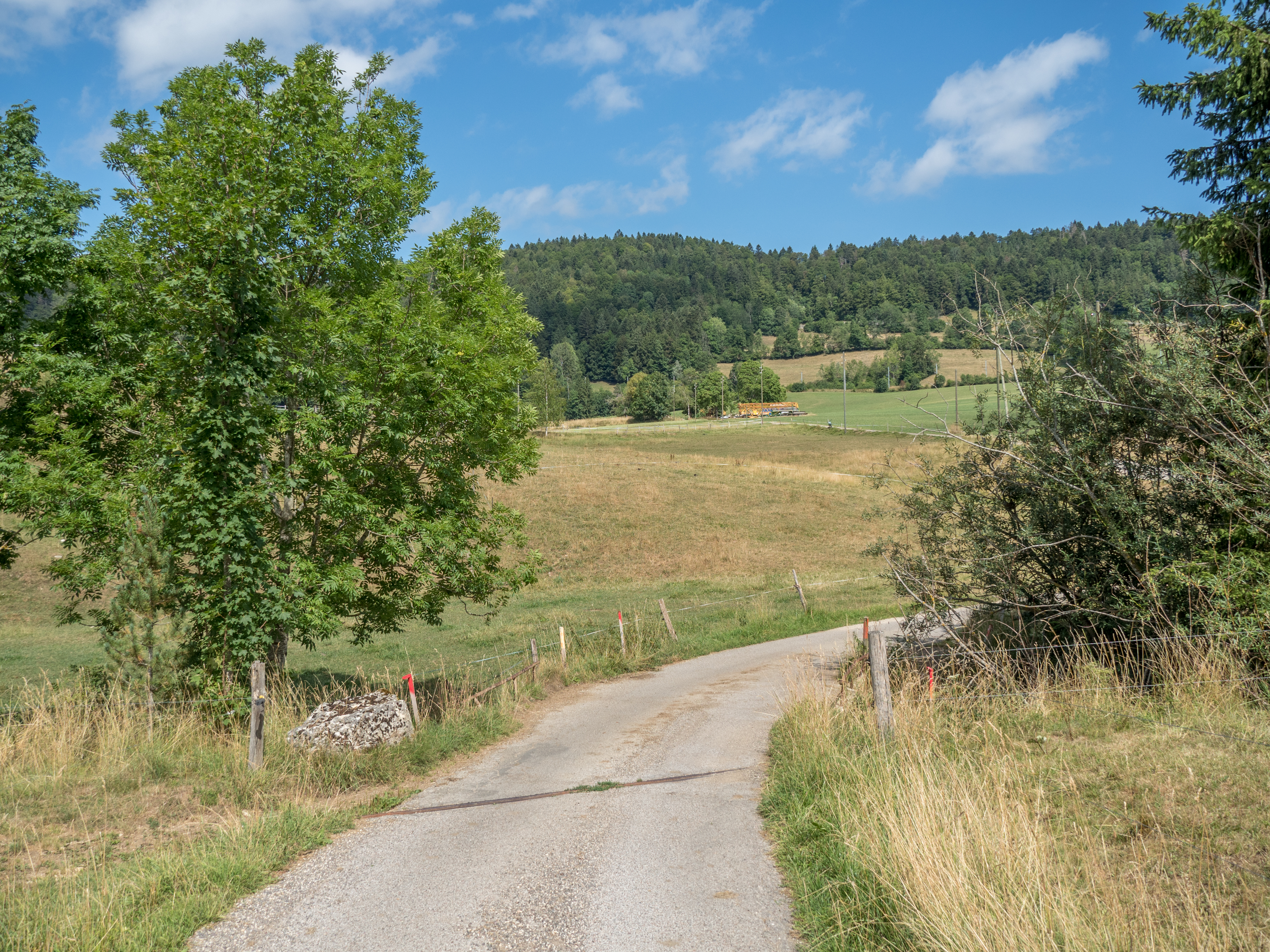
Typická krajina v okolí obce

Renan leží v nadmořské výšce 907 metrů, vzdušnou čarou 8 kilometrů východoseverovýchodně od La Chaux-de-Fonds. Obec se rozkládá v západní horní části jurského údolí Vallon de Saint-Imier, na levém břehu řeky Suze (německy Schüss), na dolním jižním svahu Montagne du Droit.
Území obce o rozloze 12,6 km² zahrnuje nejhořejší část údolí Vallon de Saint-Imier, které odvodňuje řeka Suze. Střední část zaujímá údolní kotlina, která se směrem k západu zužuje. Na severu se oblast rozšiřuje až k antiklinále Montagne du Droit (na území Renanu až do výšky 1080 m n. m.). Na jihu zasahuje území obce k nejsevernějšímu hřebenu masivu Mont d’Amin, který se dělí na několik menších hřebenů. Na tomto řetězci se nachází i nejvyšší bod Renanu, 1265 m n. m.. Do severního úbočí vyhloubil erozí malý potok skalnaté údolí L’Embossu. Na úplném západě se obec rozkládá na svazích severně od průsmyku Vue des Alpes. Na hřebenech masivů Montagne du Droit a Mont d’Amin se rozkládají rozsáhlá jurská pásma s typickými mohutnými smrky, které zde stojí buď jednotlivě, nebo ve skupinách. V roce 1997 zaujímala 6 % rozlohy obce zastavěná plocha, 34 % lesy a háje a 60 % zemědělské plochy.
K Renanu patří roztroušené osady La Cibourg a Les Convers, které zahrnují četné usedlosti podél silnice z Renanu do Vue des Alpes, a také mnoho jednotlivých farem roztroušených v údolí a na výšinách Jury. Sousedními obcemi Renanu jsou La Ferrière a Sonvilier v kantonu Bern a Val-de-Ruz a La Chaux-de-Fonds v kantonu Neuchâtel.

## Historie

Letecký pohled (1925)

První písemná zmínka o obci pochází z roku 1178 pod názvem Runens. Pozemky v Renanu vlastnila kapitula Saint-Imier. Během třicetileté války byla vesnice vypleněna a vydrancována. V letech 1729–1861 patřila sousední obec La Ferrière také k farnosti Renan. Až do roku 1797 patřila obec k panství Erguel, které podléhalo basilejskému knížecímu biskupství, i když větší vliv mělo přechodně i město Biel. V letech 1797–1815 patřil Renan k Francii a zpočátku byl součástí départementu Mont-Terrible, který byl v roce 1800 připojen k départementu Haut-Rhin. Rozhodnutím Vídeňského kongresu se obec v roce 1815 stala součástí okresu Courtelary v kantonu Bern.
Od roku 1868 je Renan konfesně obcí. Za svůj rozkvět vděčí hodinářskému průmyslu, který sem byl koncem 17. století zaveden z kantonu Neuchâtel. S otevřením železniční tratě Biel – Les Convers v roce 1874 byla obec napojena na železniční síť. Přesto došlo k poklesu hospodářského růstu, zejména během krize ve 30. letech 20. století. Po druhé světové válce se hodinářství vzpamatovalo, ale další krize přišla v 70. letech 20. století. V roce 1961 byla v obci postavena antroposofická továrna a vzniklo sídliště antroposofických závodů. 

## Obyvatelstvo

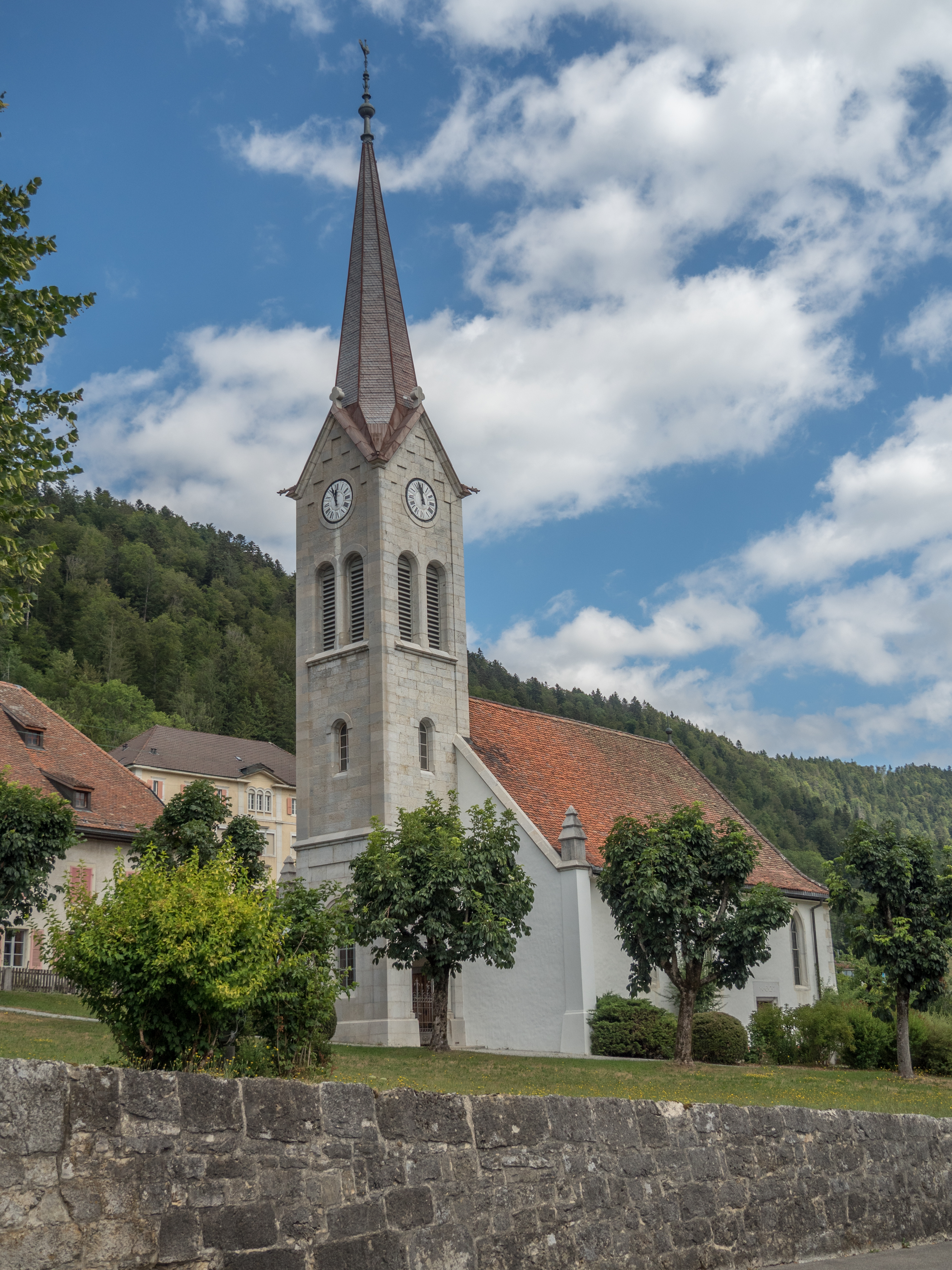
Reformovaný kostel

K 31. prosinci 2021 v obci žilo 968 obyvatel. Z celkového počtu obyvatel je 70,6 % francouzsky mluvících, 25,8 % německy mluvících a 1,1 % italsky mluvících (k roku 2000). Nejvyššího počtu obyvatel dosáhl Renan již v roce 1860, poté se počet obyvatel snížil o více než 50 % až do roku 1940 v důsledku silného vystěhovalectví. Po období stagnace byl v 70. letech 20. století zaznamenán další výrazný pokles v důsledku hospodářské krize. Od té doby byly zaznamenány pouze mírné výkyvy.
| Vývoj počtu obyvatel | Vývoj počtu obyvatel | Vývoj počtu obyvatel | Vývoj počtu obyvatel | Vývoj počtu obyvatel | Vývoj počtu obyvatel | Vývoj počtu obyvatel | Vývoj počtu obyvatel | Vývoj počtu obyvatel | Vývoj počtu obyvatel | Vývoj počtu obyvatel | Vývoj počtu obyvatel |
| -------------------- | -------------------- | -------------------- | -------------------- | -------------------- | -------------------- | -------------------- | -------------------- | -------------------- | -------------------- | -------------------- | -------------------- |
| Rok                  | 1850                 | 1860                 | 1900                 | 1910                 | 1930                 | 1950                 | 1960                 | 1970                 | 1980                 | 1990                 | 2000                 |
| Počet obyvatel       | 1820                 | 2097                 | 1746                 | 1455                 | 1176                 | 1042                 | 1091                 | 1095                 | 882                  | 884                  | 836                  |

## Hospodářství
Až do poloviny 19. století byl Renan převážně zemědělskou obcí. Poté nastal prudký hospodářský vzestup se zavedením hodinářského průmyslu. Kvůli krizi hodinářství Renan silně utrpěl. Dnes jsou zde pracovní místa v hodinářství, v místních řemeslech a významnou roli stále hraje zemědělství, v němž převažuje chov dobytka a chov dojnic. Mnoho lidí dojíždí za prací do La Chaux-de-Fonds nebo Saint-Imier.

## Doprava

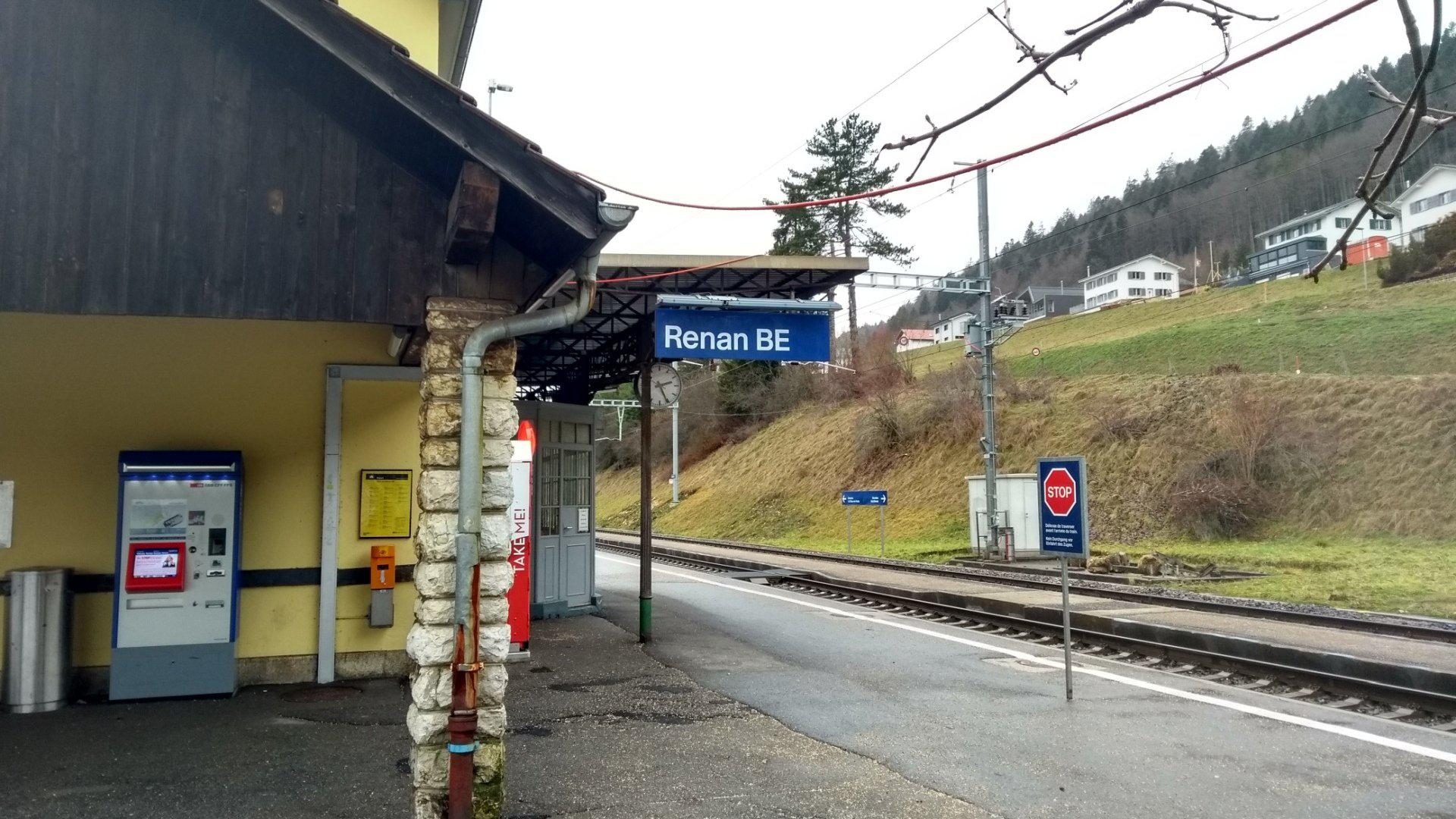
Železniční stanice Renan

Obec má dobré dopravní spojení. Leží na frekventované hlavní silnici 30 z Bielu do La Chaux-de-Fonds, která opouští údolí Vallon de Saint-Imier u Renanu a stoupá do výšin směrem na La Cibourg. Dne 30. dubna 1874 byla otevřena železniční trať z Bielu do Convers se stanicí v Renanu.